# 多尔 (东比利牛斯省)
多尔（法語：Dorres，法語發音：[dɔʁ] ⓘ）是法国东比利牛斯省的一个市镇，属于普拉德区。

## 地理
多尔（42°29'5"N, 1°56'20"E）面积24.77 平方千米，位于法国奧克西塔尼大區东比利牛斯省，该省份为法国大陆部分最南部的省份，涵盖了北加泰罗尼亚，北起奥德省，西接阿列日省和安道尔，南与西班牙接壤，东临地中海。
与多尔接壤的市镇（或旧市镇、城区）包括：波泰皮莫朗斯、昂古斯特里讷-埃斯卡尔德新城、于尔、昂韦奇。
多尔的时区为UTC+01:00、UTC+02:00（夏令时）。

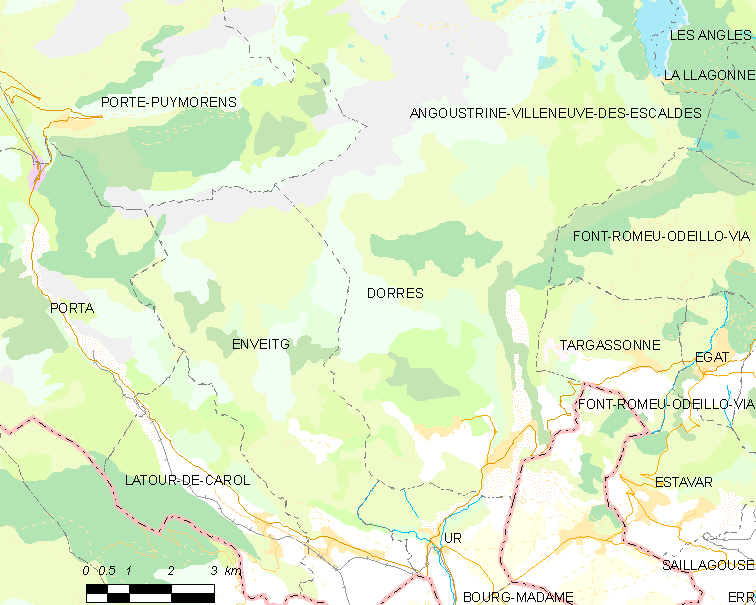
多尔的OSM定位图

## 行政
多尔的邮政编码为66760，INSEE市镇编码为66062。

## 政治
多尔所属的省级选区为加泰罗尼亚比利牛斯县。

## 人口

1962-2008年间多尔人口变化图示

多尔于2022年1月1日时的人口数量为178人。